# Lengfeld
Lengfeld là một đô thị ở huyện Hildburghausen, ở bang Thüringen, Đức. Đô thị này có diện tích 6,64 km², dân số thời điểm ngày 31 tháng 12 năm 2006 là 460 người.